# تيم برينكمان
تيم برينكمان (بالهولندية: Tim Brinkman)‏ هو لاعب كرة قدم هولندي، ولد في 22 مارس 1997 في بيلتهوفن في هولندا.

## وصلات خارجية
- تيم برينكمان على موقع قاعدة بيانات كرة القدم.إي يو (الإنجليزية)
- تيم برينكمان على موقع Soccerway.com (الإنجليزية)
- تيم برينكمان على موقع عالم كرة القدم.نت (الإنجليزية)